# الجريمة في اليابان

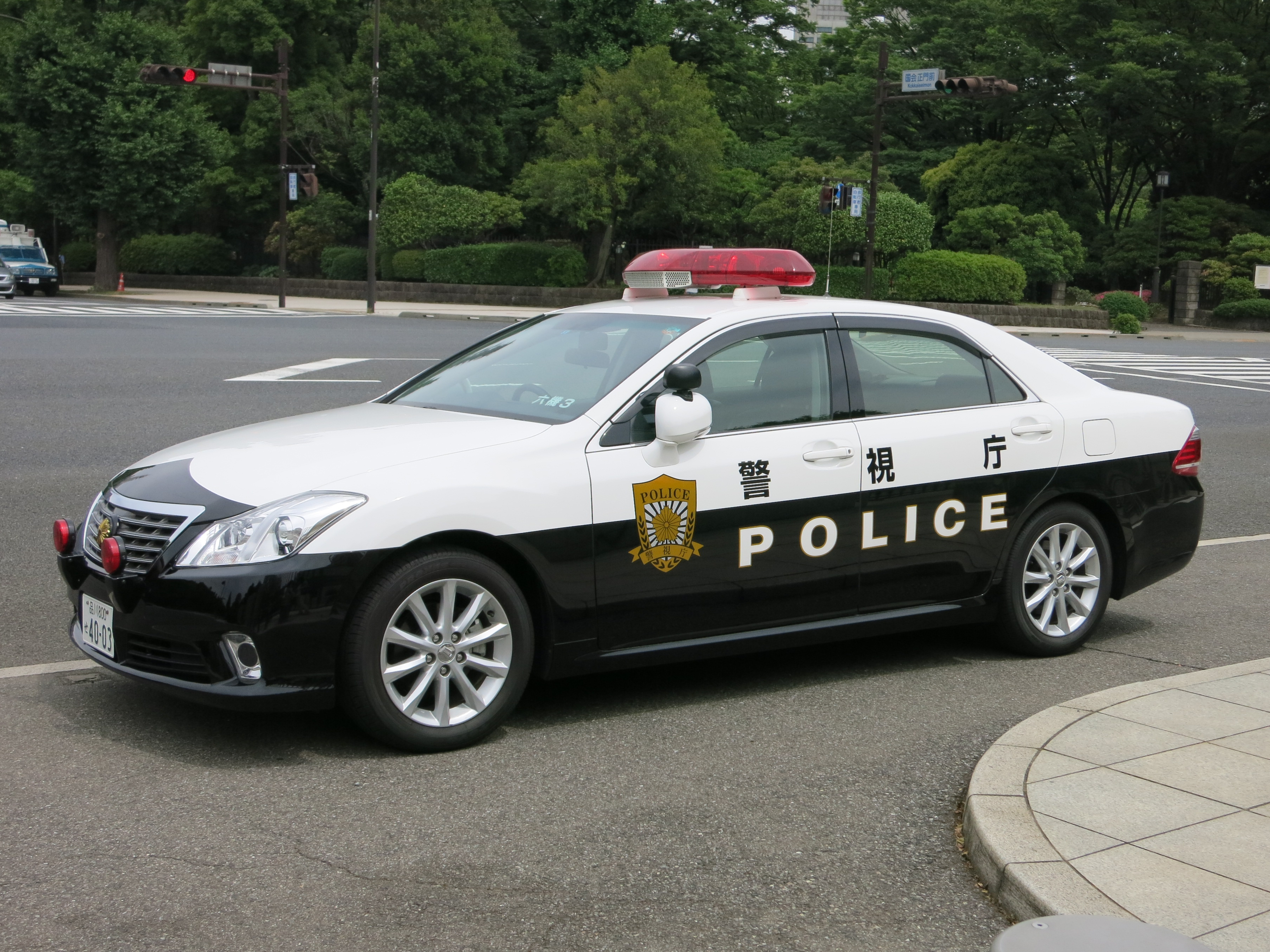
سيارة الشرطة اليابانية

تم تسجيل الجريمة في اليابان منذ القرن التاسع عشر على الأقل, وتفاوتت مع مرور الوقت.

## تاريخ
يجي عصر مييجي, كان يتم التعامل مع الجريمة في كثير من الأحيان بصرامة على مستوى الدايميو.

## الياكوزا
كانت منظمة الياكوزا موجودة في اليابان قبل فترة طويلة من القرن التاسع عشر وكانت تتبع قواعد مشابهة لتلك التي يتبعها الساموراي. كانت عملياتهم المبكرة عادةً مترابطة ارتباطًا وثيقًا، وكانت العلاقة بين الزعيم ومرؤوسيه أشبه بعلاقة الأب بابنه. وعلى الرغم من أن هذا الترتيب التقليدي لا يزال موجودًا، فإن أنشطة الياكوزا يتم استبدالها بشكل متزايد بأنواع حديثة من العصابات التي تعتمد على القوة والمال كمفاهيم تنظيمية. ومع ذلك, فإن أعضاء الياكوزا غالبا ما يصورون أنفسهم كمنقذين للفضائل اليابانية التقليدية في مجتمع ما بعد الحرب, وأحيانا يشكلون علاقات مع الجماعات التقليدية التي تتبنى نفس الآراء وتجتذب المواطنين غير الراضين عن المجتمع.
في عام 1990، قُدِّر عدد مجموعات الياكوزا بأكثر من 3300 مجموعة, وتضم مجتمعة أكثر من 88 ألف عضو. على الرغم من تركيزهم في أكبر المحافظات الحضرية, فإن الياكوزا يعملون في معظم المدن ويحظون في كثير من الأحيان بحماية من كبار المسؤولين. بعد الضغوط المتضافرة التي مارستها الشرطة في ستينيات القرن العشرين, اختفت العصابات الأصغر حجماً أو بدأت في التوحد في منظمات من نوع النقابات. في عام 1990, سيطرت ثلاث نقابات كبيرة (ياماغوتشي-غومي، سوميوشي-كاي، إيناغاوا-كاي) على الجريمة المنظمة في البلاد وسيطرت على أكثر من 1600 عصابة و42000 من رجال العصابات. وقد تضخم عددهم ثم انكمش منذ ذلك الحين, وهو ما تزامن في كثير من الأحيان مع الظروف الاقتصادية.
وانتشر تقليد الياكوزا أيضًا إلى جزيرة أوكيناوا في القرن العشرين. تعتبر مجموعتا كيوكوريوكاي وأوكيناوا كيوكوريوكاي أكبر مجموعتين ياكوزا معروفتين في محافظة أوكيناوا, وقد تم تسجيلهما كمجموعتي بوريوكودان معينتين بموجب قانون مكافحة الجريمة المنظمة منذ عام 1992.
أقر زعيم عصابة الياكوزا تاكيشي إيبيساوا بالذنب في تهمة تهريب مواد نووية عبر ميانمار في صفقة أسلحة غير مشروعة. وكانت الصفقة تشمل أسلحة عسكرية, بما في ذلك صواريخ جو – أرض. في 9 يناير 2025, اعترف ياكوزا في المحكمة بتورطه في الاتجار بالمواد النووية, بما في ذلك البلوتونيوم المستخدم في صنع الأسلحة, كما كشف المدعي العام الأمريكي إدوارد كيم.

### شبه الياكوزا
ابتداءً من عام 2013, أعادت وكالة الشرطة الوطنية تصنيف عصابات راكبي الدراجات النارية "التنينات الصينية" و"كانتو رينغو" و "بوسوزوكو " باعتبارها منظمات "شبه ياكوزا".

## إحصائيات
في عام 1989, شهدت اليابان 1.3 عملية سرقة و1.1 جريمة قتل لكل 100 ألف نسمة. وفي العام نفسه، تمكنت السلطات اليابانية من حل 75.9% من جرائم السرقة و95.9% من جرائم القتل.
في عام 1990، حددت الشرطة أكثر من 2.2 مليون انتهاك لقانون العقوبات. وقد شكلت نوعان من الانتهاكات - السرقة (65.1 في المائة من إجمالي الانتهاكات) والقتل غير العمد أو الإصابة نتيجة للحوادث (26.2 في المائة) - أكثر من 90 في المائة من الجرائم الجنائية.
وفي عام 2002 بلغ عدد الجرائم المسجلة 2,853,739 جريمة. انخفض هذا العدد إلى أقل من الثلث بحلول عام 2017 مع تسجيل 915,042 جريمة., في عام 2013, انخفض معدل الجريمة الإجمالي في اليابان للعام الحادي عشر على التوالي, كما انخفض عدد جرائم القتل ومحاولات القتل إلى أدنى مستوى له منذ الحرب.
اعتبارًا من عام 2012, كان هناك في المتوسط جريمتي قتل مرتبطتين بالأسلحة النارية سنويًا.
وفقًا لإحصاءات مكتب الأمم المتحدة المعني بالمخدرات والجريمة لعام 2013, كان معدل جرائم القتل العمد في اليابان لكل 100 ألف نسمة من بين أدنى المعدلات في العالم حيث بلغ 0.3 لكل 100 ألف نسمة.

## الجرائم
ومن الأمور التي تثير قلق الشرطة بشكل خاص الجرائم المرتبطة بالتحديث. لقد أدت زيادة الثروة والتطور التكنولوجي إلى ظهور جرائم ذوي الياقات البيضاء الجديدة, مثل الاحتيال باستخدام الكمبيوتر وبطاقات الائتمان, والسرقة التي تنطوي على موزعات العملات المعدنية, والاحتيال في التأمين. تعتبر حالات تعاطي المخدرات ضئيلة للغاية, مقارنة بالدول الصناعية الأخرى, وتقتصر بشكل أساسي على المنشطات. وتسعى سلطات إنفاذ القانون اليابانية إلى السيطرة على هذه المشكلة من خلال التنسيق المكثف مع منظمات التحقيق الدولية والمعاقبة الصارمة للمجرمين اليابانيين والأجانب. تستهلك حوادث المرور والوفيات موارد كبيرة لإنفاذ القانون. هناك أيضًا أدلة على أن المجرمين الأجانب يسافرون من الخارج للاستفادة من ضعف الأمن في اليابان. في سيرته الذاتية "غير المرغوب فيهم", ذكر المجرم الإنجليزي كولن بلاني أن اللصوص الإنجليز استهدفوا الأمة بسبب انخفاض معدل الجريمة ولأن الشعب الياباني غير مستعد للجريمة. ومن المعروف أيضًا أن عصابات سرقة السيارات الباكستانية والروسية والسريلانكية والبورمية تستهدف الأمة.

### اغتصاب
لقد كان الاغتصاب مشكلة في اليابان منذ ما قبل التصنيع. كانت هناك انتقادات بشأن الافتقار إلى العدالة والدعم للضحايا في الدولة.

### الاتجار بالجنس
كانت النساء والفتيات اليابانيات والأجنبيات ضحايا للاتجار بالجنس في اليابان. ويتعرضن للاغتصاب في بيوت الدعارة وغيرها من الأماكن ويعانين من صدمات جسدية ونفسية.